# Enativismo
O Enativismo é uma teoria que vem ganhando cada vez mais destaque no campo das ciências cognitivas. Ela considera que a cognição é uma interação ativa do organismo-meio que se caracteriza por produzir um mundo, ou, na terminologia enativista, trazer à tona um mundo (Varela, Thompson & Rosch, 2017; Rolla & Figueiredo, 2021). O dinamismo corporificado sustenta que a cognição é o exercício de habilidades em ações corporificadas e situadas. O enativismo é um desenvolvimento dessa posição que endereça questões fenomenológicas da subjetividade da experiência (Thompson, 2007), bem como questões acerca da intersubjetividade ( como no caso de Di Paolo, Cuffari & De Jaegher, 2018). Ele se contrapõe a uma abordagem tradicional, chamada de representacionalismo, que entende a cognição como um processamento interno (normalmente no cérebro) de representações do mundo (previamente dado) (Thompson, 2007).

## Introdução
O enativismo é uma teoria recente da cognição que vem adquirindo um exponencial impacto e interesse tanto na filosofia quanto em diversas disciplinas das ciências cognitivas, como a linguística, psicologia, antropologia, dentre outras. O termo "enativismo" (enactivism) é introduzido na área das ciências cognitivas na obra seminal chamada "A mente corporificada"  (The Embodied Mind). A mesma é de co-autoria de Varela, Thompson e Rosch e sua primeira edição foi publicada em 1991. Segundo os autores, o termo indica uma contraposição à noção de que a cognição consiste na representação de um mundo pré-dado. Em vez disso, a proposta enativista defende que a mente emerge de um processo de produção do mundo, ou, na terminologia enativista, de trazer à tona o mundo. Sendo que as próprias estruturas cognitivas são produzidas, a partir da autonomia de sistemas vivos, com base em padrões sensório-motores exercidos pelos agentes, ou seja: “Enativismo é a visão de que a cognição emerge ou é constituída pela atividade sensório-motora” (Shapiro & Spaulding, 2021, tradução nossa).

## Contexto das ciências cognitivas
Contextualizar parte das teorias das ciências cognitivas é uma boa forma de apresentar a tese enativista, na mesma medida que nos permite diferenciá-la de outras. Nesta seção oferecemos um panorama da discussão seguindo a apresentação de Thompson (2007). As ciências cognitivas foram um esforço de um programa científico de pesquisa integrando diferentes áreas com o objetivo de pesquisar os mecanismos da cognição. Entre estas a psicologia, neurociência, linguística, ciência da computação, filosofia, etc.  
Nesse contexto de investigação, existem três abordagens que se destacam: cognitivismo, conectivismo e dinamismo corporificado.

#### Cognitivismo
Esta posição considera o computador como um modelo da mente e é considerada como a proposta clássica das teorias cognitivas:  “De acordo com este modelo clássico, a cognição é o processamento de informações à moda do computador digital” (Thompson, 2007, tradução nossa). Esta é uma contraposição em relação a proposta behaviorista, que defendia que comportamento deveria ser explicado sem referência a estados internos. O modelo computacionalista legitima a causação mental de comportamentos por estados internos.  A crítica a essa vertente considera que aspectos subjetivos e fenomenológicos são desconsiderados, tendo em vista que defendem que os processos cognitivos são internos e individuais. Portanto, segundo a tese cognitivista, o pensamento estaria composto por uma linguagem simbólica — que representa os objetos do pensamento-, e uma estrutura sintática intrínseca - que os relacionariam/processariam. (Thompson, 2007)

#### Conectivismo
O Conectivismo (Connectionism) é uma reformulação da proposta cognitivista que considerará as redes neurais como modelo para a cognição. Tendo em conta como modelos de sistemas virtuais funcionam em computadores.  Uma rede neural artificial é composta de camadas de muitas unidades simples semelhantes a neurônios que estão ligadas entre si por conexões numericamente ponderadas: “As forças de conexão mudam de acordo com várias regras de aprendizagem e o histórico de atividade do sistema” (Thompson, 2007, p.9, tradução nossa)”. Essa proposta considera o input de representações em conversões numéricas (no lugar de simbólicas, como é o caso do cognitivismo). Nesse sentido, as explicações conectivistas focam os estudos sobre a cognição em explicar a emergência de padrões estruturais pela arquitetura de redes neurais derivadas de sua atividade. Consequentemente, essa posição dispõe de uma explicação mais dinâmica para a relação entre os processos cognitivos em relação com o ambiente. No entanto, ainda deixa de envolver questões de acoplamento sensório e motor, mantendo problemas de causação mental e desconsiderando aspectos fenomenológicos como parte de explicações de processos cognitivos.

#### Dinamismo Corporificado
A terceira abordagem é a do Dinamismo Corporificado (Embodied Dynamicism) que contrapõe as duas visões apresentadas anteriormente. Tendo como preocupação a relação com o mundo real, essa proposta crítica explicações que sejam descorporificadas e abstratas dos processos cognitivos. Considerando que nas propostas anteriores “a mente e o mundo eram tratados como sendo separados e independentes uns dos outros, com o mundo externo estando espelhado por um modelo representacional dentro da cabeça” (Thompson, 2007, p. 10, tradução nossa). Os dois principais compromissos teóricos são de uma abordagem a partir de  sistemas dinâmicos da cognição, assim como de uma abordagem corporificada. Nesse sentido, a cognição vai ser caracterizada como o exercício de habilidades em ações corporificadas e situadas. Ou seja, a cognição é definida em termos de ação corporificada.
Dentro destas abordagens, a teoria enativista é um desenvolvimento do dinamismo corporificado que irá, em particular, endereçar questões fenomenológicas da subjetividade da experiência (Thompson, 2007).

## Cognição 4 E
Ao ser uma ramificação de uma perspectiva corporificada, o enativismo abarca a proposta conhecida como “Cognição 4E”. Que caracteriza os processos cognitivos como sendo corporificados (embodied), integrados (embedded), exercidos (enacted) e/ou estendidos (extended), tal compreensão não vê a mente aos moldes cartesianos, onde a mente ocupa um lugar no corpo.
Nesse sentido, a cognição tem como condição para sua efetivação a execução corpórea (embodied) de habilidades cognitivas. A mente é baseada em experiências corporificadas dos agentes. O corpo é parte constitutiva da cognição, assim como o ambiente e os outros. Assim, há uma quebra com propostas computacionalistas que caracterizam a mente como um centro de processamento interno, mudando o paradigma para uma noção de interação ativa com o ambiente, sem que seja necessária a manipulação simbólica de representações (Gonzalez-Gradó & Froese, 2018, p. 190).
Outra condição dos 4E é a mente estar integrada (embedded) em um contexto. Essa característica é relevante por delimitar as possibilidades de ação, interação, etc em relação àquilo que o sistema cognitivo acessa. Na mesma medida, esse caráter da cognição assegura que os processos estejam relacionados com o ambiente em interações diretas do agente. Ou seja, ao ser corporificada, a mente não é exercida para além das condições dadas pelo meio (Gonzalez-Gradó & Froese, 2018, p. 190). A mente não está condicionada por estruturas pré-determinadas abstratas em relação ao contexto de ação e interação do sistema cognitivo, tendo em vista que emerge a partir de um direcionamento para ação.
Por estendida (extended), entendemos que os limites da mente não estão determinados por aspectos topológicos. O meio social, físico, cultural e histórico não podem ser desconectados dessa compreensão dos processos cognitivos. Essa característica atribuída à mente, ser estendida, contrapõe propostas que limitam a mente ao cérebro. Partindo de uma abordagem relacional, o sistema cognitivo não pode ser delimitado pelo corpo físico, tendo em vista que compreendemos que este abrange a dinâmica de individuação e coordenação entre organismo e ambiente. Esse aspecto nos direciona a uma compreensão da mente como parte de um processo muito mais amplo e complexo (Gonzalez-Gradó& Froese, 2018, p. 190).
Por fim, a mente é exercida (enacted), isso significa que a cognição se dá através de interações ativas corporificadas que implicam na emergência de estruturas de acoplamento e autonomia dos sistemas vivos no ambiente. A cognição é um processo ativo, dinâmico e corporificado em oposição a representações internas (Gonzalez-Gradó & Froese, 2018, p. 190).  
Como consequência, veremos que na teoria enativista a cognição não é um processo passivo que o cérebro faz de maneira deslocada do corpo. A cognição, na verdade, é o que ocorre quando um sistema autônomo se relaciona ativamente com o meio, isto é, a atividade feita pelo corpo ao interagir com o ambiente e com outros corpos. Não é, portanto, algo que acontece com o agente de maneira isolada, mas é um produto da interação organismo-meio seja em um nível de trocas bioquímicas, seja em interações sociais entre corpos.

### Autonomia e o Enativismo
A teoria enativista é uma ramificação de abordagens corporificadas da cognição que adota a proposta cognição 4E. Por um lado, as abordagens corporificadas irão considerar que o corpo é condição crucial para a cognição. Por outro lado, a concepção de corpo da proposta enativista (na vertente autopoiética) entenderá o corpo vivo como um sistema que se autoproduz e se auto individua (Varela, Thompson & Rosch, 2016). É nesse sentido que a abordagem irá se diferenciar das outras, ao aplicar os conceitos de autonomia e precariedade para explicar os processos cognitivos (Thompson, 2007).

Um fundamento da proposta enativista é relacionar as propriedades organizacionais dos organismos vivos como sendo o que os fazem ser agentes cognitivos (De Jaegher, Di Paolo, 2007). Ser um organismo vivo envolve ser um sistema que autoproduz sua identidade (é autônomo) isto é, se distingue do meio , mas está em um fluxo constante de trocas de energia e matéria com o meio. Sendo assim, um conceito fundamental para a teoria é o de autonomia, que tem raízes na definição de autopoiesis proposta pelos biólogos chilenos Francisco Varela e Humberto Maturana (1980). O conceito é proposto para distinguir sistemas vivos de não vivos. Os autores usam o termo para descrever o processo contínuo de autoprodução exercido por organismos vivos por meio de trocas de energia e matéria, e de transformação interna, composição e metabolização. Esses processos caracterizam o sistema autônomo vivo em termos de fechamento organizacional e precariedade (Thompson, 2007). O organismo é precário na medida em que depende de se auto-organizar e reorganizar internamente e se coordenar com o ambiente para se manter como  sistema, é nesse sentido que a autonomia se institui como reguladora da normatividade do sistema. E o termo autopoiesis é reformulado a partir da ideia de autonomia, compondo a proposta corporificada da cognição. 
“Um compromisso fundamental do enativismo é que as mentes surjam e tomem forma por meio das atividades precárias de autoprodução, auto-sustentação e adaptação de criaturas vivas à medida que se regulam interagindo com características de seu ambiente” (Hutto, 2022, tradução nossa)” 
Inspirado pela descrição de processos de individuação do corpo, fundada pela teoria da autopoiesis, é que se define a noção de autonomia, crucial para a diferenciação de outras teorias corporificas (Di Paolo & Thompson, 2014). Assim, ao considerar a noção de autopoiesis como modelo dos processos cognitivos, os autores  caracterizam a cognição desde a definição de o que são organismos vivos.  A partir disso, um dos principais compromissos da teoria é a tese de continuidade entre vida e mente (Varela, Thompson & Rosch, 2016), isto é, o compromisso com a ideia de que onde há vida, há mente.  Essa concepção é influenciada pela teoria da autopoiesis, que descreve a organização dos processos em organismos vivos, destacando a importância da autonomia. Autonomia, para a abordagem, é a capacidade dos sistemas operarem de forma independente em relação ao meio ambiente (Di Paolo, Cuffari & De Jaegher, 2018, pag 329). Isso acontece apesar de os organismos estarem constantemente em estado de precariedade, caracterizado pela instabilidade das relações materiais em sistemas vivos. Esta instabilidade se dá pela possibilidadade de dissolução dos sistemas vivos, ou seja, morte. 
Além disso, seres vivos são fechados operacionalmente. O fechamento operacional é uma propriedade dos sistemas que especifica que as condições que permitem a operação de qualquer processo no sistema sempre envolvem outros processos pertencentes ao mesmo sistema (Di Paolo, Cuffari & De Jaegher, 2018, pag 331). É essa característica que irá definir sua unidade e delimitar a autonomia. Para isso, cada processo no sistema possibilita pelo menos um outro processo, formando assim uma rede fechada de relações de habilitação. Esse fechamento operacional, que implica uma interconexão intrínseca entre os processos do sistema, juntamente com a precariedade do sistema, indica que os sistemas vivos dependem constantemente da regulação e adaptação para manter sua integridade e evitar a dissolução.
Segundo Thompson a abordagem enativista pode ser resumida pela unificação de cinco principais ideias (2007, p. 13). A primeira delas é que seres vivos se autoproduzem e mantêm (são autônomos), o que implica que também produzem e exercem seus próprios domínios cognitivos. A segunda é de que o sistema nervoso não processa informação de modo análogo a um sistema computacional, mas produz sentido e mantêm os padrões de significação por redes de interações e operações. Em terceiro lugar, a ideia de que a cognição se dá pelo exercício de habilidades na ação corporificada e situada (situated). Isto é, é desde o acoplamento sensório-motoro com o ambiente que emergem estruturas dinâmicas de padrões cognitivos. A quarta ideia é a de que o mundo não é fixado por aspectos puramente externos ao agente, o organismo cognitivo traz à tona o mundo, isto é, ele participa da sua produção. E em quinto lugar, a ideia de que a experiência é um aspecto central para compreensão da mente, ou seja, considera-se  que estudos fenomenológicos e da mente devem se complementar mutuamente.